# Mo San
Mo San, eine Abkürzung für Mobile Sanitation, ist die Bezeichnung für eine Toilette für städtische Slums.

## Hintergrund
Seit 2010 setzt sich die Industrie-Designerin Mona Mijthab insbesondere in Bangladesch dafür ein, dass die hygienischen Lebensbedingungen in städtischen Slums Südostasiens verbessert werden. Gesucht wurde nach einer Sanitärlösung für das Feld der illegalen informellen Siedlungen. Viele Wohnhütten haben keine Infrastruktur und kein Abwassersystem. Für Frauen sind die Lebensbedingungen insofern erschwert, als der Zugang zu öffentlichen Toiletten als schmutzig und verpönt gilt.

## Projekt
Designentwürfe wurden konsularisch in Zusammenarbeit mit der Deutschen Gesellschaft für Internationale Zusammenarbeit vorangetrieben. Das Entwicklungsvorhaben "Urban Governance Infrastructure Improvement Project (UGHP 2)" zeigte verschiedene Lösungsansätze sowie Designstudien und präsentierte schließlich das Mo San von Mijthab. Es integriert Design und Nachhaltigkeit im Sanitärbereich. Produktdesign und Umweltschutz fusionieren. Heute ist die Projektmanagerin in Bangladesch mit der Umsetzung befasst.

## Technik
Mit Unterstützung der Professoren Wohlgemuth und Gerth vom Kompetenzzentrum für angewandte und transfer-orientierte Forschung fand die Materialauswahl und -Prüfung statt. Ein "Quick-Dirty-Modell" wurde probeweise eingesetzt. Die Entwicklung einer Kleinserie in Bangladesch erfolgt zurzeit auf der Basis des Modells der Fa. "Modell- und Formenbau Sachsen-Anhalt". Als Materialien kommen Polyesterharz, andere Verbundkunststoffe und Jute zum Einsatz.